# Диференціальне рівняння з частинними похідними
Диференціальне рівняння з частинними похідними (також відоме як рівняння математичної фізики) — диференціальне рівняння, що містить невідомі функції декількох змінних і їхні частинні похідні.

## Вступ
Розглянемо порівняно просте рівняння з частинними похідними:
{\displaystyle {\frac {\partial }{\partial x}}u(x,y)=0\,.}
З цього співвідношення випливає, що значення функції u(x,y) не залежить від x. Отже, загальний розв'язок рівняння є наступним:
{\displaystyle u(x,y)=f(y),\,}
де f — довільна функція змінної y. Аналогічне звичайне диференціальне рівняння має вигляд:
{\displaystyle {\frac {df(y)}{dx}}=0\,}
і його розв'язок
{\displaystyle u(x,y)=c,\,}
де c — довільна константа (незалежна від x). Ці два приклади показують, що загальний розв'язок звичайного диференціального рівняння містить довільні константи, а загальний розв'язок диференціального рівняння з частинними похідними містить довільні функції.

## Визначення
Диференціальним рівнянням з частинними похідними називається рівняння виду 
{\displaystyle F(x_{1},x_{2},\ldots ,x_{m},u,u_{x_{1}},\ldots ,u_{x_{m}},\ldots ,u_{x_{1}^{a_{1}}x_{2}^{a_{2}}\ldots x_{m}^{a_{m}}}^{(k)},\ldots )=0,}
де F — задана дійсна функція точки {\displaystyle (x_{1},x_{2},...,x_{m})} області D евклідового простору {\displaystyle E_{m},\,m\geqslant 2} і дійсних змінних {\displaystyle u_{x_{1}^{a_{1}}x_{2}^{a_{2}}\ldots x_{m}^{a_{m}}}^{(k)}={\frac {\partial \;^{k}u(x_{1}^{},x_{2},...,x_{m})}{\partial \;x_{1}^{\alpha _{1}}\partial \;x_{2}^{\alpha _{2}}...\partial \;x_{m}^{\alpha _{m}}}}.}
(u(x) - невідома функція) з невід'ємними цілочисловими індексами {\displaystyle \sum \limits _{i=1}^{m}{\alpha _{i}=k\,\,\;(k=0,\ldots n-}} і принаймні одна з похідних функції F по змінній, що відповідає найвищому порядку частинних похідних, відмінна від нуля; натуральне число m називається порядком рівняння. 
Визначена у області D задання рівнянням функція u(x), неперервна разом з своїми частинними похідними, що входять в це рівняння, і що обертає його в тотожність, називається регулярним розв'язком. Разом з регулярними розв'язками в теорії диференціальних рівнянь з частинними похідними важливе значення мають розв'язки, що перестають бути регулярними поблизу ізольованих точок або многовидів особливого вигляду: до них належать зокрема, елементарні (фундаментальні) розв'язки. Вони дозволяють будувати широкі класи регулярних розв'язків (так званих потенціалів) і встановлювати їх структурні і якісні властивості. 
У випадку неперервності частинних похідних F відносно змінних {\displaystyle u_{x_{1}^{a_{1}}x_{2}^{a_{2}}\ldots x_{m}^{a_{m}}}^{(n)}} (тобто відносно частинних похідних найвищого порядку), важливе значення відіграє форма порядку m:
{\displaystyle k(\lambda _{1},\lambda _{2},\ldots ,\lambda _{m})=\sum {\frac {\partial F}{\partial u_{x_{1}^{a_{1}}x_{2}^{a_{2}}\ldots x_{m}^{a_{m}}}^{(n)}}}\lambda _{1}^{a_{1}}\lambda _{2}^{a_{2}}\ldots \lambda _{m}^{a_{m}}.}
Дана форма називається характеристичною формою, що відповідає рівнянню з частинними похідними.

## Лінійні рівняння
Диференціальне рівняння з частинними похідними називається лінійним, якщо воно лінійне відносно невідомої функції і всіх її частинних похідних, тобто функція F з означення лінійна відносно аргументів {\displaystyle u_{x_{1}^{a_{1}}x_{2}^{a_{2}}\ldots x_{m}^{a_{m}}}^{(k)}.}

### Класифікація рівнянь другого порядку
Лінійне рівняння 2-го порядку має вигляд:
{\displaystyle \sum \limits _{i,j=1}^{m}{A_{ij}(x)u_{x_{i}^{}x_{j}}+\sum \limits _{i=1}^{m}{B_{i}(x)u_{x_{i}}+C(x)u=f(x).}}} 
де {\displaystyle A_{ij},B_{i},C,f} — задані в області D дійсні функції точки x.
Для лінійного рівняння 2-го порядку характеристична форма є квадратичною:
{\displaystyle Q(\lambda _{1},\lambda _{2},\ldots ,\lambda _{m})=\sum \limits _{i=1}^{m}A_{ij}\lambda _{i}\lambda _{j}.}
У кожній точці {\displaystyle x\in D} квадратична форма Q за допомогою невиродженого афінного перетворення змінних {\displaystyle \lambda _{i}=\lambda _{i}(\sigma _{1},\ldots ,\sigma _{m})\quad i=1,\ldots ,m}, може бути приведена до канонічного виду
{\displaystyle Q=\sum \limits _{i=1}^{m}\mathrm {A} _{i}\sigma _{i}^{2}.}
де коефіцієнти {\displaystyle \mathrm {A} _{i}\quad i=1,\ldots ,n,} приймають значення 1, -1, 0, причому число від'ємних коефіцієнтів (індекс інерції) і число нульових коефіцієнтів (дефект форми) є афінними інваріантами.
Коли всі {\displaystyle \mathrm {A} _{i}=1} або всі {\displaystyle \mathrm {A} _{i}=-1} тобто коли форма Q відповідно додатно або від'ємно визначена (дефінітна), рівняння називається еліптичним в точці {\displaystyle x\in D}. Якщо один з коефіцієнтів {\displaystyle \mathrm {A} _{i}} від'ємний, а всі інші додатні (або навпаки), то рівняння називається гіперболічним в точці х. У випадку коли {\displaystyle l,\,1<l<n-1} коефіцієнтів {\displaystyle \mathrm {A} _{i}} — додатні, а решта n - l від'ємні, рівняння називається ультрагіперболічним. Якщо ж хоча би один з цих коефіцієнтів (але не всі) рівний нулю то рівняння називається параболічним в точці х. Кажуть, що у області визначення D рівняння є рівнянням еліптичного, гіперболічного або параболічного типу, якщо воно відповідно еліптичне, гіперболічне або параболічне у кожній точці цієї області. Еліптичне в області D рівняння називається рівномірно еліптичним, якщо існують дійсні числа {\displaystyle k_{0}} і k_1 однакового знаку такі, що 
{\displaystyle k_{0}\sum \limits _{i=1}^{m}\lambda _{i}^{2}\leqslant Q(\lambda _{1},\lambda _{2},\ldots ,\lambda _{m})\leqslant k_{1}\sum \limits _{i=1}^{m}\lambda _{i}^{2}}
для всіх {\displaystyle x\in D}. 
Коли в різних частинах області D рівняння належить до різних типів, то воно називається рівнянням змішаного типу в цій області.
У випадку лінійного рівняння від двох змінних тип рівняння в точці визначити досить просто.
Лінійне рівняння другого порядку, залежне від двох змінних має вигляд:
{\displaystyle A{\frac {\partial ^{2}u}{\partial x^{2}}}+2B{\frac {\partial ^{2}u}{\partial x\partial y}}+C{\frac {\partial ^{2}u}{\partial y^{2}}}+...=0,}
де A, B, C - коефіцієнти, залежні від змінних x і y, а крапки позначають члени, залежні від x, y, u і частинних похідних першого порядку: {\displaystyle {\partial u}/{\partial x}} і {\displaystyle {\partial u}/{\partial y}}. Це рівняння схоже на рівняння конічного перетину:
{\displaystyle Ax^{2}+2Bxy+Cy^{2}+\cdots =0.}
Так само, як конічні перетини розділяються на еліпси, параболи і гіперболи, залежно від знаку дискримінанта {\displaystyle D=B^{2}-AC}, класифікуються рівняння другого порядку в заданій точці:
1. {\displaystyle D=B^{2}-AC\,>0} — Гіперболічне рівняння
2. {\displaystyle D=B^{2}-AC\,<0} — Еліптичне рівняння
3. {\displaystyle D=B^{2}-AC\,=0} — Параболічне рівняння (тут передбачається, що в даній точці коефіцієнти A, B, C не рівні одночасно нулю).

У разі, коли всі коефіцієнти A, B, C — сталі, рівняння має один і той же тип в усіх точках площини змінних x і y. У випадку, якщо коефіцієнти A, B, C неперервно залежать від x і y, множини точок, в яких дане рівняння є гіперболічного (еліптичного) типу, утворює на площині відкриту область, що називається гіперболічною (еліптичною), а множина точок, в яких рівняння відноситься до параболічного типа, є замкнутою. Рівняння називається змішаним, якщо в деяких точках площини воно гіперболічне, а в деяких - еліптичне. В цьому випадку параболічні точки, як правило, утворюють лінію, звану лінією зміни типу або лінією виродження.

## Існування і єдиність розв'язку
Хоча відповідь на питання про існування і єдиність розв'язку звичайного диференціального рівняння має цілком вичерпну відповідь (теорема Пікара — Лінделефа), для рівняння з частинними похідними однозначної відповіді на це питання немає.
Існує загальна теорема (теорема Коші-Ковалевськоі), яка стверджує, що задача Коші для будь-якого рівняння з частинними похідними, аналітичного щодо невідомих функцій і їх похідних має єдиний аналітичний розв'язок. Проте, існують приклади лінійних рівнянь з частинними похідними, що не мають розв'язку, коефіцієнти яких мають похідні всіх порядків. Навіть якщо розв'язок існує і є єдиним, він може мати небажані властивості.
Розглянемо послідовність задач Коші (залежну від n) для рівняння Лапласа:
{\displaystyle {\frac {\partial ^{2}u}{\partial x^{2}}}+{\frac {\partial ^{2}u}{\partial y^{2}}}=0,\,}
з початковими умовами:
{\displaystyle u(x,0)=0,\,}
{\displaystyle {\frac {\partial u}{\partial y}}(x,0)={\frac {\sin nx}{n}},\,}
де n — ціле число. Похідна від функції u по змінній y рівномірно прямує до 0 по x при зростанні n, проте розв'язком рівняння є
{\displaystyle u(x,y)={\frac {(\sinh ny)(\sin nx)}{n^{2}}}.\,}
Розв'язок прямує до нескінченності, якщо nx не кратно {\displaystyle \pi } для будь-якого ненульового значення y. задача Коші для рівняння Лапласа називається некоректною, оскільки немає неперервної залежності розв'язку від початкових даних.

## Приклади

### Одновимірнерівняння теплопровідності
Рівняння, що описує розповсюдження тепла в однорідному стрижні має вигляд
{\displaystyle {\frac {\partial u}{\partial t}}=\alpha {\frac {\partial ^{2}u}{\partial x^{2}}}\,}
де u(t,x) - температура, і {\displaystyle \alpha } — додатна константа, що описує швидкість розповсюдження тепла. Задача Коші ставиться таким чином:
{\displaystyle u(0,x)\,=f(x)},
де f(x) — довільна функція.

### Рівняння коливання струни
- {\displaystyle {\frac {\partial ^{2}u}{\partial t^{2}}}=c^{2}{\frac {\partial ^{2}u}{\partial x^{2}}}}

Тут u(t,x) - зсув струни з положення рівноваги, або надмірний тиск повітря в трубі, або магнітуда електромагнітного поля в трубі, а c — швидкість розповсюдження хвилі. Для того, щоб сформулювати задачу Коші в початковий момент часу, слід задати зсув і швидкість струни в початковий момент часу:
{\displaystyle u(0,x)=f(x)\,}
{\displaystyle u_{t}(0,x)=g(x)\,}

### Двовимірнерівняння Лапласа
Рівняння Лапласа для невідомої функції двох змінних має вигляд:
- {\displaystyle {\frac {\partial ^{2}u}{\partial x^{2}}}+{\frac {\partial ^{2}u}{\partial y^{2}}}=0}

Його розв'язки називаються гармонічними функціями.

#### Зв'язок з аналітичними функціями
Дійсна і уявна частини будь-якої голоморфної функції {\displaystyle f} комплексної змінної {\displaystyle z=x+iy} є спряжено гармонічними функціями: вони обидві задовольняють рівнянню Лапласа і їх градієнти ортогональні. Якщо f=u+iv, то умови Коші — Рімана стверджують наступне:
{\displaystyle {\frac {\partial u}{\partial x}}={\frac {\partial v}{\partial y}},\quad {\frac {\partial v}{\partial x}}=-{\frac {\partial u}{\partial y}},\,}
Додаючи і віднімаючи рівняння один з одного, одержуємо:
{\displaystyle {\frac {\partial ^{2}u}{\partial x^{2}}}+{\frac {\partial ^{2}u}{\partial y^{2}}}=0,\quad {\frac {\partial ^{2}v}{\partial x^{2}}}+{\frac {\partial ^{2}v}{\partial y^{2}}}=0.\,}
Також можна показати, що будь-яка гармонічна функція є дійсною частиною деякої аналітичної функції.

#### Граничні умови
Граничні умови ставляться таким чином: знайти функцію u, яка задовольняє рівнянню Лапласа у всіх внутрішніх точках області S, а на межі області {\displaystyle \partial S} — деякій умові. Залежно від виду умови розрізняють такі краєві задачі:
- {\displaystyle u|_{\partial S}=\psi (x,y),\quad x,y\in \partial S} — задача Діріхле
- {\displaystyle {\frac {\partial u}{\partial n}}{\big |}_{\partial S}=\psi (x,y),\quad x,y\in \partial S} — задача Неймана.

### Рівняння Гінзбурга — Ландау
Рівняння Гінзбурга — Ландау використовуються для моделювання надпровідності. Рівняння має вигляд 
{\displaystyle {\frac {\partial }{\partial t}}A(x,t)=A+(1+ib){\frac {\partial ^{2}A}{\partial x^{2}}}-(1+ic)|A|^{2}A.}

## Розв'язок рівнянь математичної фізики
Існує два види методів розв'язування даного типа рівнянь:
- аналітичні, при яких результат виводиться різними математичними перетвореннями;
- чисельні, при яких одержаний результат відповідає дійсному із заданою точністю.

### Аналітичний розв'язок

#### Рівняння коливань
Розглянемо задачу про коливання струни довжини {\displaystyle L}. Вважатимемо, що на кінцях струни функція {\displaystyle u(x,t)} набуває значення нуль:
{\displaystyle u(x,t){\big |}_{x=0}=u(x,t){\big |}_{x=L}=0}
У початковий момент часу задамо початкові умови:
{\displaystyle u(x,t){\big |}_{t=0}=f(x)}
{\displaystyle {\dfrac {\partial u}{\partial t}}(x,t){\big |}_{t=0}=g(x)}
Представимо розв'язок у вигляді:
{\displaystyle u(x,t)\,=X(x)T(t)}
Після підстановки в початкове рівняння коливань, розділимо на добуток {\displaystyle X(x)T(t)} одержуємо:
{\displaystyle {\dfrac {T''(t)}{a^{2}T(t)}}={\dfrac {X''(x)}{X(x)}}}
Права частина цього рівняння залежить від {\displaystyle t}, ліва — від {\displaystyle x}, отже це рівняння може виконуватися лише тоді, коли обидві його частини рівні сталій величині, яку позначимо через {\displaystyle -\lambda ^{2}}:
{\displaystyle {\dfrac {T''(t)}{a^{2}T(t)}}={\dfrac {X''(x)}{X(x)}}=-\lambda ^{2}}
Звідси знаходимо рівняння для {\displaystyle X(x)}:
{\displaystyle X''(x)+\lambda ^{2}X(x)\,=0}
Нетривіальні розв'язки цього рівняння за однорідних краєвих умов можливі тільки при {\displaystyle \lambda ={\dfrac {\pi n}{L}}} і мають вигляд:
{\displaystyle X_{n}(x)\,=sin\left({\dfrac {\pi nx}{L}}\right)}
Розглянемо рівняння для знаходження {\displaystyle T(t)}:
{\displaystyle T''(t)+a^{2}\lambda _{n}^{2}T(t)\,=0}
Його розв'язок:
{\displaystyle T(t)\,=A_{n}cos\left({\dfrac {a\pi n}{L}}t\right)+B_{n}sin\left({\dfrac {a\pi n}{L}}t\right)}
Отже, кожна функція вигляду
{\displaystyle u(x,t)\,=\left[A_{n}cos\left({\dfrac {a\pi n}{L}}t\right)+B_{n}sin\left({\dfrac {a\pi n}{L}}t\right)\right]sin\left({\dfrac {\pi nx}{L}}\right)}
є рішенням хвильового рівняння.
Щоб задовольнити початкові умови, утворимо ряд:
{\displaystyle u(x,t)\,=\sum \limits _{n=0}^{\infty }\left[A_{n}cos\left({\dfrac {a\pi n}{L}}t\right)+B_{n}sin\left({\dfrac {a\pi n}{L}}t\right)\right]sin\left({\dfrac {\pi nx}{L}}\right)}
Підстановка в початкові умови дає:
{\displaystyle \sum \limits _{n=0}^{\infty }A_{n}sin\left({\dfrac {\pi nx}{L}}\right)=f(x),\quad \sum \limits _{n=0}^{\infty }{\dfrac {a\pi n}{L}}B_{n}sin\left({\dfrac {\pi nx}{L}}\right)=g(x)}
Останні формули є розкладом функцій {\displaystyle f(x)} і {\displaystyle g(x)} у ряд Фур'є на відрізку {\displaystyle [0,L]}. Коефіцієнти розкладу обчислюються за формулами:
{\displaystyle A_{n}={\dfrac {2}{L}}\int \limits _{0}^{L}f(x)sin\left({\dfrac {\pi nx}{L}}\right)dx,\quad B_{n}={\dfrac {2}{n\pi a}}\int \limits _{0}^{L}g(x)sin\left({\dfrac {\pi nx}{L}}\right)dx}

### Чисельний розв'язок

#### Рівняння коливань струни
Цей спосіб рішення називається методом скінченних різниць. 
Цей метод заснований на визначенні похідної функції {\displaystyle y=y(x)}:
{\displaystyle ~y'=\lim _{\Delta x\to 0}{\Delta y \over \Delta x}=\lim _{\Delta x\to 0}{{f(x+\Delta x)}-f(x) \over \Delta x}}
Якщо є функція {\displaystyle u=u(x,t)}, то частинна похідна буде наступна:
{\displaystyle ~u_{x}'={\partial u \over \partial x}=\lim _{\Delta x\to 0}{{u(x+\Delta x,t)-u(x,t)} \over \Delta x}}
Оскільки {\displaystyle \Delta x} ми використовуємо достатньо малий, знаки меж можна відкинути. Тоді одержимо такі вирази:
{\displaystyle ~u_{x}'\approx {{u(x+\Delta x,t)-u(x,t)} \over \Delta x}}
{\displaystyle ~u_{t}'\approx {{u(x,t+\Delta t)-u(x,t)} \over \Delta t}}
{\displaystyle u(x,t)=u_{i}^{j}}
{\displaystyle u(x+\Delta x,t)=u_{i+1}^{j}}
{\displaystyle u(x,t+\Delta t)=u_{i}^{j+1}}
{\displaystyle \Delta x=h},
{\displaystyle \Delta t=\tau }
Тоді попередні вирази можна записати так:
{\displaystyle u_{x}'\approx {{u_{i+1}^{j}-u_{i}^{j}} \over h}}, {\displaystyle u_{t}'\approx {{u_{i}^{j+1}-u_{i}^{j}} \over \tau }}
Ці вирази називають правими диференціалами. Їх можна записати і по-іншому:
{\displaystyle u_{x}'\approx {{u_{i}^{j}-u_{i-1}^{j}} \over h}},
{\displaystyle u_{t}'\approx {{u_{i}^{j}-u_{i}^{j-1}} \over \tau }} - це ліві диференціали.
Підсумувавши обидва вирази одержимо наступне:
{\displaystyle 2u_{x}'\approx {{u_{i}^{j}-u_{i-1}^{j}+u_{i+1}^{j}-u_{i}^{j}} \over h}}
{\displaystyle 2u_{t}'\approx {{u_{i}^{j}-u_{i}^{j-1}+u_{i}^{j+1}-u_{i}^{j}} \over \tau }}
з яких одержується:
{\displaystyle u_{x}'\approx {{u_{i+1}^{j}-u_{i-1}^{j}} \over 2h}}
{\displaystyle u_{t}'\approx {{u_{i}^{j+1}-u_{i}^{j-1}} \over 2\tau }}
Аналогічно можна одержати і диференціали другого порядку:
{\displaystyle u_{xx}^{''}={{\partial ^{2}u} \over {\partial x^{2}}}\approx {{u_{i-1}^{j}-2u_{i}^{j}+u_{i+1}^{j}} \over h^{2}}}
{\displaystyle u_{tt}^{''}={{\partial ^{2}u} \over {\partial t^{2}}}\approx {{u_{i}^{j-1}-2u_{i}^{j}+u_{i}^{j+1}} \over \tau ^{2}}}
Рівняння коливань струни записується в такій формі:
{\displaystyle {\frac {\partial ^{2}u}{\partial t^{2}}}=a^{2}{\frac {\partial ^{2}u}{\partial x^{2}}}}.
Додаткові умови задаються у вигляді:
{\displaystyle u|_{x=0}=f_{1}(t)}, {\displaystyle u|_{x=l}=f_{2}(t)}, {\displaystyle u|_{t=0}=g_{1}(x)}, {\displaystyle u_{t}|_{t=0}=g_{2}(x)},

де {\displaystyle f_{1}(t)} і {\displaystyle f_{2}(t)} — позиції кінців (кріплень) струни в часі
а {\displaystyle g_{1}(x)} і {\displaystyle g_{2}(x)} — початковий стан і швидкість струни з якої ми можемо отримати стан струни в наступний момент часу за формулою
{\displaystyle u_{i}^{j+1}=\tau \cdot g_{2}(x)+u_{i}^{j}}.
У обчисленнях використовують дискретизацію струни (розділяють її на однакові інтервали, довжина яких {\displaystyle h}.
Значення функції для інших {\displaystyle x} і {\displaystyle t} можна обчислити з рівняння коливань струни:
{\displaystyle {\frac {\partial ^{2}u}{\partial t^{2}}}=a^{2}{\frac {\partial ^{2}u}{\partial x^{2}}}}
{\displaystyle {{\partial ^{2}u} \over {\partial t^{2}}}={{u_{i}^{j+1}-2u_{i}^{j}+u_{i}^{j-1}} \over \tau ^{2}}}
{\displaystyle {{\partial ^{2}u} \over {\partial x^{2}}}={{u_{i+1}^{j}-2u_{i}^{j}+u_{i-1}^{j}} \over h^{2}}}
{\displaystyle {{u_{i}^{j+1}-2u_{i}^{j}+u_{i}^{j-1}} \over \tau ^{2}}=a^{2}{{u_{i+1}^{j}-2u_{i}^{j}+u_{i-1}^{j}} \over h^{2}}}
{\displaystyle u_{i}^{j+1}={\tau ^{2}a^{2} \over h^{2}}\left(u_{i+1}^{j}-2u_{i}^{j}+u_{i-1}^{j}\right)+2u_{i}^{j}-u_{i}^{j-1}}
Таким чином, ми одержали схему, за якою можна знайти значення функції для будь-яких {\displaystyle x} і {\displaystyle t}, використовуючи значення функції при попередніх {\displaystyle x} і {\displaystyle t}. 
Цей метод дає наближену відповідь, ступінь точності {\displaystyle \Theta (\tau ^{2}+h^{2})}. Для достатньо точних результатів необхідно використовувати інтервали {\displaystyle h<0.1} і {\displaystyle \tau \leq {h^{2} \over 2}}.